# Qasr Tuba
Qasr al-Tuba (även Quṣayr Tuba och Qasr at-Tuba,arabiska قصر طوبة) är en ökenborg i södra Jordanien. Det är det största av de kvarvarande Ökenslotten i Jordanien. Qasr betyder palats eller borg.

## Byggnaden
Ökenslottet ligger i Huvudstadsprovinsen, cirka 95 km sydöst om huvudstaden Amman. Området är lite svårtillgängligt och kan bara nås med allhjulsdrivna fordon.
Byggnaden är huvudsakligen uppfört i kalkstensblock och tegelsten med en omgivande mur och fjorton vakttorn. Två lika stora innergårdar bildar ett torg och hela byggnaden mäter cirka 140 meter x 72 meter. Huvudbyggnaden ligger i den norra delen och är delvis utsmyckad med stendekorationer, övriga byggnader är inte färdigställda. Byggnadens konstruktion har stora likheter med ökenslottet  Qasr Mushatta.

## Historia
Qasr Tuba uppfördes under Umayyadernas Kalifat under kalifen Al-Walid II kring år 743 men blev aldrig färdigställd. Bygget var troligen tänkt som en central karavanstation.
1898 besökte österrikisk-ungerske upptäcktsresande Alois Musil platsen.
Entréporten finns idag i National Archaeological Museum i Amman.